# Morley (Michigan)
Pour les articles homonymes, voir Morley.
Morley est un village du comté de Mecosta, dans l'État du Michigan, aux États-Unis. En 2020, il comptait une population de 517 habitants.